# Porinetia Ora
Le Porinetia Ora (« Que vive la Polynésie ! ») est un parti politique de la Polynésie française, de tendance autonomiste, créé le 1er décembre 2004 soit peu avant les élections territoriales partielles de février 2005.
Son fondateur est Reynald Temarii qui démissionne à la suite de sa désignation à la présidence de la Confédération du football d'Océanie en 2004. C'est un ancien membre du Tahoeraa huiraatira (depuis 1995). 
Son président actuel est Teiva Manutahi. « Aujourd'hui, la classe politique s'insulte à l'Assemblée de Polynésie (…) Les électeurs se sont sentis trahis (…) Je veux lutter contre la bipolarisation (…) Choisir en l'UPLD et le Tahoera'a ce n'est pas un choix », a notamment déclaré le président de Porinetia Ora à Tahitipresse.
Il présente deux candidats aux élections législatives de juin 2007 :
- Orama Manutahi (côte ouest)
- Teiva Manutahi (côte est)

Lors du second tour de l'élection des représentants à l'Assemblée de la Polynésie française de 2013, il demande à ses électeurs du premier tour de voter pour le parti de Gaston Flosse.